# Amsterdam-Rhein-Kanal

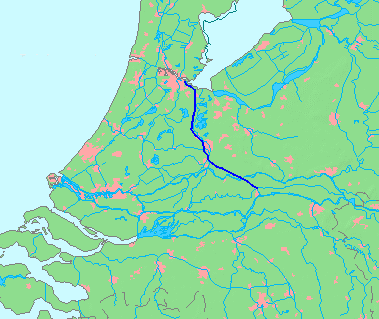
Verlauf des Amsterdam-Rhein-Kanals

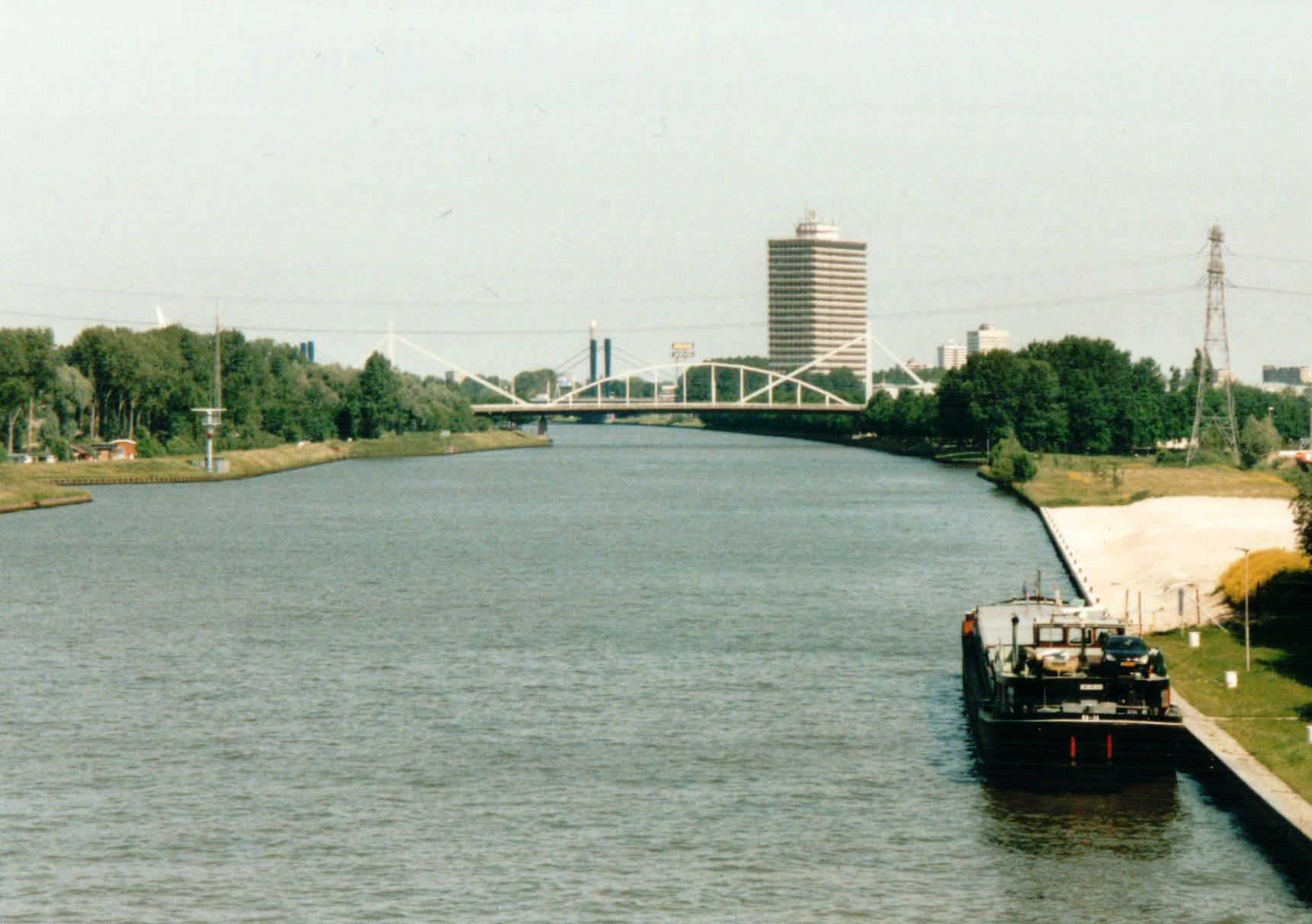
Der Amsterdam-Rhein-Kanal bei Nieuwegein

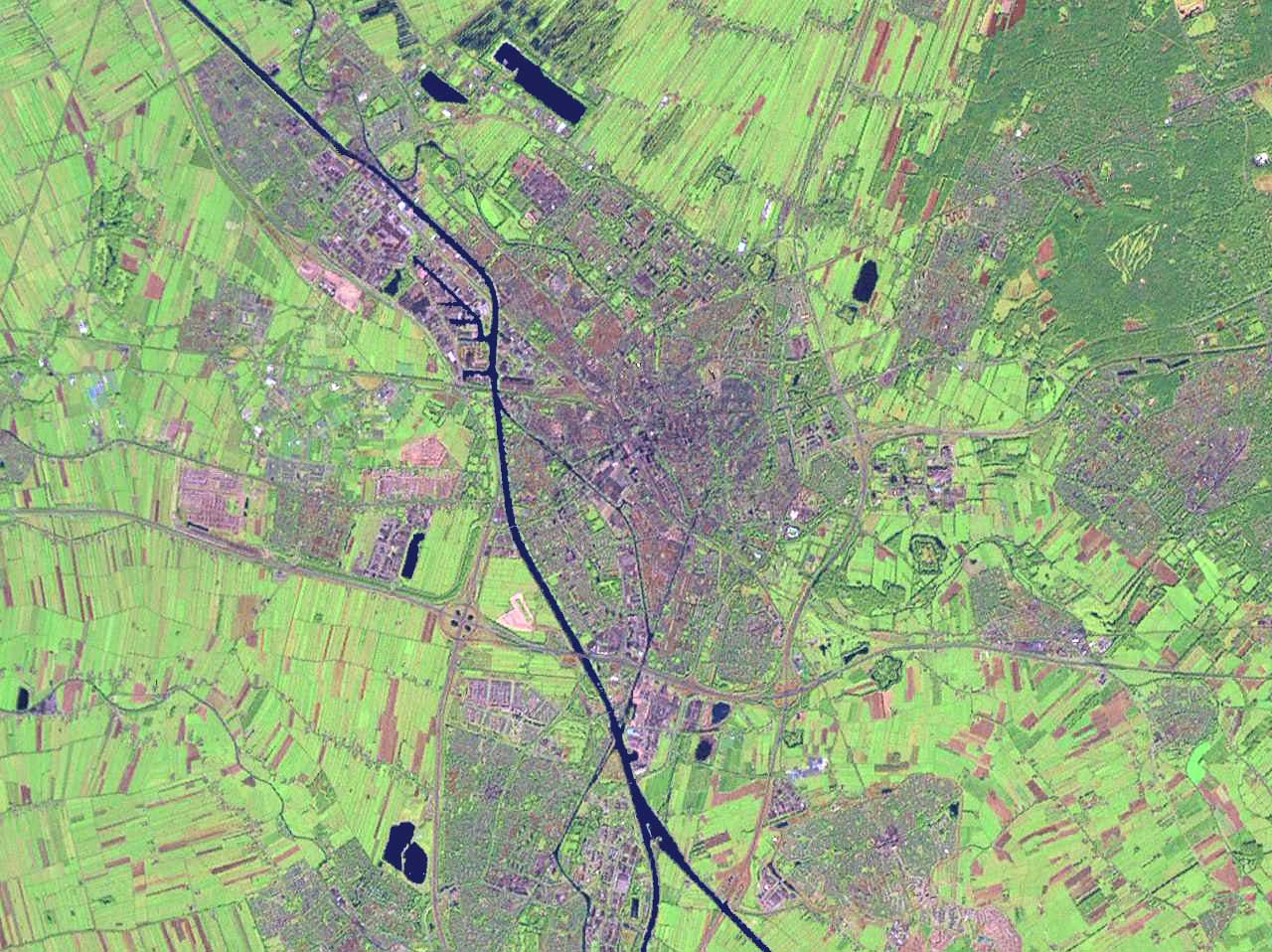
Utrecht und Umgebung: während der Amsterdam-Rhein-Kanal gut zu sehen ist, sind Kromme Rijn, Oude Rijn und Utrechtse Vecht schwer auszumachen

Der Amsterdam-Rhein-Kanal (niederländisch Amsterdam-Rijnkanaal) wurde am 21. Mai 1952 eröffnet. Er ist eine künstliche Wasserstraße, angelegt als Verbindung zwischen der Waal, dem größten Rheinarm im Rhein-Maas-Delta, und dem Hafen von Amsterdam. Der zweite große Rheinarm, der Nederrijn/Lek, wird von ihm gekreuzt. Auf halbem Weg ab Amsterdam passiert er Utrecht. Die Waal wird bei Tiel erreicht. Er verbindet die Rheinschifffahrt mit dem zweitgrößten Seehafen der Niederlande. Die Wasserstraße ist die kürzeste Schifffahrtsverbindung zwischen der niederländischen Hauptstadt und dem Ruhrgebiet. Der Amsterdam-Rhein-Kanal hat eine Länge von 72 km und hat drei Schleusen. Wegen der geringen Durchfahrtshöhe seiner Brücken von 9,05 m hat er für Seeschiffe nur eine marginale Bedeutung. Unter dem Aspekt der Binnenschifffahrt zählt der Amsterdam-Rhein-Kanal zu den meistbefahrenen Kanälen der Welt.

## Geschichte
Da der 1892 in Betrieb genommene Merwede-Kanal nicht mehr den Ansprüchen der Schifffahrt entsprach, wurde der längere, tiefere und breitere Amsterdam-Rhein-Kanal geplant. Der Merwede-Kanal war bereits ein Ersatz für die Keulse Vaart, die über die Utrechtse Vecht verlief. 1931 wurde durch Gesetz der Bau beschlossen. Durch den Zweiten Weltkrieg verzögerte sich das Vorhaben, und so wurde der Kanal erst 1952 eröffnet. Der nördliche Teil des Merwede-Kanals zwischen Utrecht und Amsterdam bildete einen Teil des neuen Kanals, die Strecke zwischen Utrecht, Wijk bij Duurstede und Tiel wurde neu angelegt. Zwischen Jutphaas und Vreeswijk wurde als Abzweigung der Lekkanal gebaut. Der Merwede-Kanal südlich von Utrecht wurde nicht verändert.
In den Jahren 1965 bis 1981 wurde der Amsterdam-Rhein-Kanal verbreitert und vertieft und auch für die Schubschifffahrt mit vier Leichtern bis 3,90 Metern Tiefgang freigegeben. Er erfüllt die Wasserstraßenklasse VIb. Alle Brücken haben eine Durchfahrtshöhe von 9,05 m über Kanalpegel NAP-0,40 m.
Der Kanal verläuft von Süden nach Norden, und ebenso fließt auch das Wasser, das bei Wijk bei Duurstede über die Prinzessin-Irene-Schleuse und über den Lekkanal durch die Prinzessin-Beatrix-Schleuse in den Kanal gelangt. Es dient dazu, den Kanal zu spülen und den Wasserstand zu regulieren.
Mit den Seeschleusen in IJmuiden, durch die bei Flut Seewasser eindringt, wird bei Ebbe seewärts gespült. Bei sehr hohem Rheinwasserstand wird auch in das Markermeer gespült, das Binnen- und Buiten-IJ fungiert dann als Wasserspeicher, wenn bei Flut nicht in die Nordsee gespült werden kann.
Zwischen IJburg und dem Amsterdam-Rhein-Kanal liegt in Amsterdam-Oost der größte Natur- und Stadtpark von Amsterdam, der Diemerpark.

## Verbindungen zu anderen Gewässern
Von Nord nach Süd ist der Kanal mit dem IJ, der Diem, der Muidertrekvaart, Gaasp, Vecht, Merwede-Kanal, Leidse Rijn, Lek und Waal verbunden. Insgesamt 32 Brücken, davon sieben Eisenbahnbrücken und drei Autobahnbrücken, überqueren den Kanal, bei Amsterdam unterquert der Piet Heintunnel den Kanal.

## Schleusen

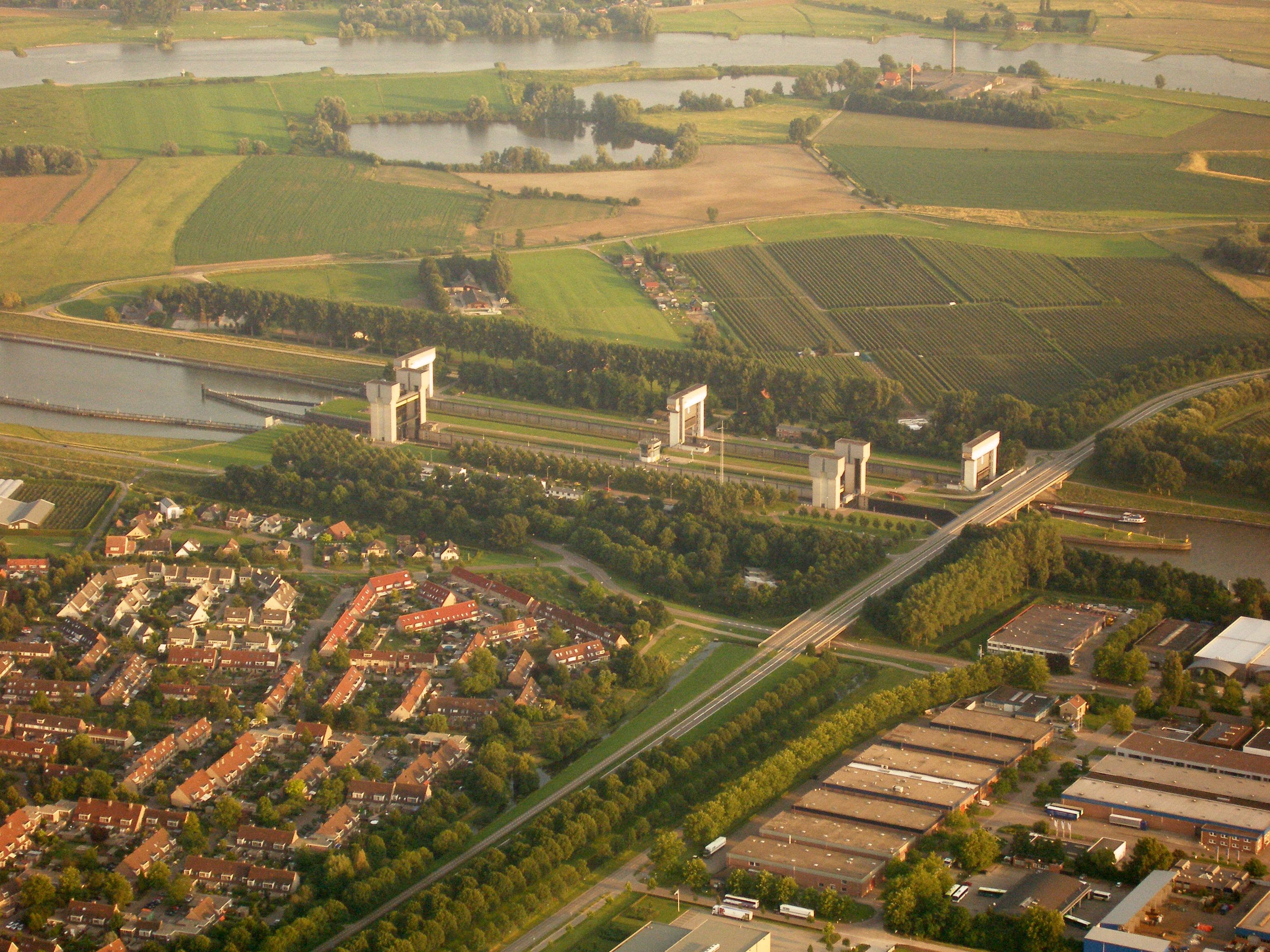
Die Prinzessin-Irene-Schleusen, im Hintergrund der Lek

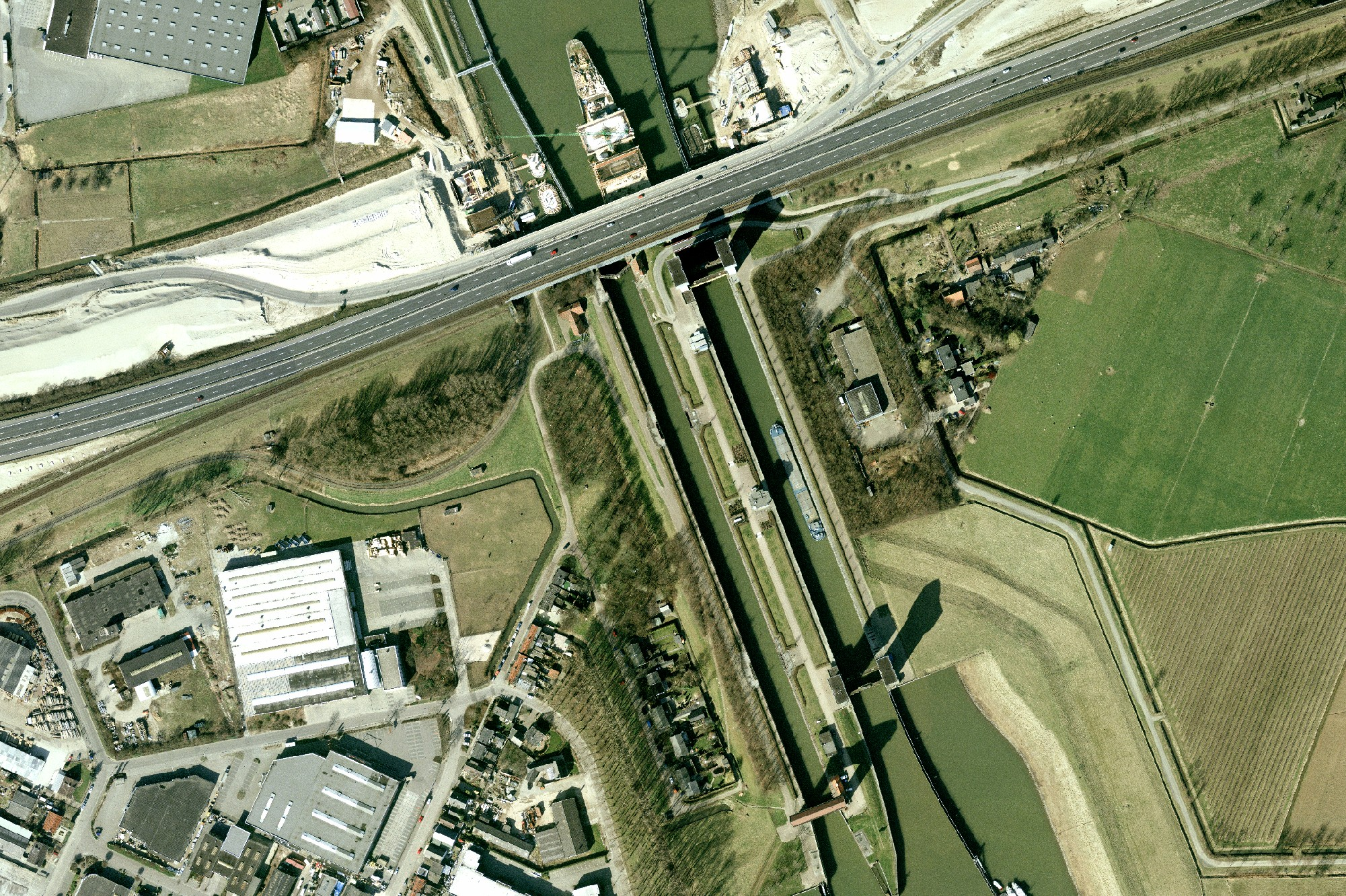
Prinz-Bernhard-Schleusen bei Tiel

### Prinzessin-Irene-Schleuse bei Wijk bei Duurstede
Diese Schleusenanlage verfügt über zwei Schleusen. Eine Schleuse mit 260 × 24 Meter ist für die Schubschifffahrt mit vier Leichtern geeignet. Die zweite Schleuse hat die Abmessungen von 350 × 18 Meter.

### Prinzessin-Marijke-Schleuse bei Ravenswaaij und Rijswijk
Dieser Schleusenkomplex verfügt über zwei Kammern mit jeweils 260 Metern Länge und 18 Metern Breite. Neben den Schleusen befindet sich ein Stauwehr mit 80 Metern Breite. Die Schleusen sind nur in Betrieb, wenn das Stauwehr wegen zu hohem Wasserstand des Lek geschlossen ist.

### Prinz-Bernhard-Schleuse bei Tiel
Die Prinz-Bernhard-Schleusen haben die gleichen Abmessungen wie die Prinzessin-Irene-Schleusen.

## Wasserhaushalt
Amsterdam-Rhein-Kanal und Nordseekanal bilden eine Einheit im Wasserhaushalt, da sie mit gleichen Wasserstand in Amsterdam an den Oranjesluizen ineinander übergehen. Zusammen kommt ihnen eine wichtige Aufgabe zu: die Entwässerung der unter dem Meeresspiegel liegenden Landflächen in den Provinzen Utrecht, Nordholland und Südholland. Pumpwerke fördern das überschüssige Wasser in die beiden Kanäle. Damit der Wasserstand im Kanal gleich bleibt, muss es über das Siel und das Pumpwerk in IJmuiden zur Nordsee abgeführt werden.
Zusätzlich gelangt eine große Wassermenge aus dem Lek durch die Schleusen am südlichen Ende in den Amsterdam-Rhein-Kanal. Die Menge ist doppelt so hoch wie die aus der Entwässerung der Landflächen. Ein Teil von diesem Süßwasser dient der Trinkwasserversorgung in den nördlichen Provinzen. In Nieuwegein am Westufer des Lekkanals wird dazu eine Wasseraufbereitungsanlage betrieben, bevor das gewonnene Rohwasser in die Dünen bei Zandvoort und IJmuiden zur Versickerung geleitet wird. Der größere Rest muss ebenfalls nach IJmuiden zur Ableitung in die Nordsee.
Durch die vier Seeschleusen in IJmuiden gelangt ebenfalls Wasser in den Kanal. Das schädliche Salzwasser der Nordsee bildet Brackwasser, das für einen weiteren Gebrauch ungeeignet ist. Dabei sorgt die große Wassermenge aus dem Lek für einen Gegendruck von Süden, um das Vordringen des Brackwassers bis in die Grachten von Amsterdam zu verhindern.